# Francesc Llançol de Romaní y Exarch
Francesc Llançol de Romaní y Exarch (València, segle XVI - València, 12 de març de 1544) fou un noble, erudit i humanista valencià.

## Biografia
Fou fill de Manuel Llançol de Romaní, senyor de Gilet, i de Beatriu Exarch.
Fou elegit mestre de l'Orde de Montesa el 17 de juliol de 1537. Un cop elegit mestre de Montesa, es va ocupar de la defensa de la ciutat de Benicarló de les pretensions jurisdiccionals de la veïna Peníscola.